# My My My!
My My My! è un singolo del cantante australiano Troye Sivan, pubblicato l'11 gennaio 2018 dall'etichetta discografica Universal Music Australia come primo estratto dal secondo album in studio Bloom.
Il brano è stato scritto dallo stesso cantante in collaborazione con Brett McLaughlin, James Alan Ghaleb e Oscar Görres e prodotto da quest'ultimo.

## Accoglienza
Katie Anastas di NPR ha elogiato la canzone, della quale ha apprezzato in gran parte la voce di Troye, definendola "un'irresistibile celebrazione del desiderio sessuale".

## Video musicale
Troye Sivan ha postato uno spezzone del videoclip il 9 gennaio 2018. Nella clip in bianco e nero, il cantante balla controvento in un magazzino abbandonato. Il video completo, che vede come regista Grant Singer, è stato pubblicato l'11 gennaio in concomitanza con la canzone.

## Esibizioni dal vivo
Troye ha cantato My My My! per la prima volta insieme al suo brano The Good Side nella puntata del 20 gennaio 2018 di Saturday Night Live.

## Tracce
Download digitale
1. My My My! – 3:24

## Classifiche

### Classifiche settimanali
| Classifica (2018) | Posizione massima |
| ----------------- | ----------------- |
| Australia         | 14                |
| Austria           | 58                |
| Belgio (Fiandre)  | 51                |
| Belgio (Vallonia) | 51                |
| Canada            | 57                |
| Croazia           | 31                |
| Germania          | 87                |
| Grecia            | 24                |
| Irlanda           | 32                |
| Nuova Zelanda     | 25                |
| Paesi Bassi       | 79                |
| Polonia           | 72                |
| Portogallo        | 58                |
| Regno Unito       | 38                |
| Repubblica Ceca   | 25                |
| Slovacchia        | 33                |
| Stati Uniti       | 80                |
| Svezia            | 65                |
| Svizzera          | 65                |

### Classifiche annuali
| Classifica (2018) | Posizione |
| ----------------- | --------- |
| Australia         | 84        |

## Formazione
- Troye Sivan – voce, autore
- Brett McLaughlin (Leland) – autore
- James Alan Ghaleb – autore
- Oscar Görres – autore, produttore
- Randy Merrill – masterizzazione
- John Hanes – tecnico
- Șerban Ghenea – mixing